# Disrupt Degrade & Devastate
Disrupt Degrade & Devastate – siódmy minialbum formacji PIG, wydany 17 lipca 1999 roku przez Rock Records.

## Lista utworów
1. "Disrupt Degrade & Devastate" – 4:59
2. "Flesh Fest" – 5:50
3. "Disrupt Degrade & Devastate" (PIG Remix) – 5:00
4. "Flesh Fest" (One True Parker Remix) – 6:44
5. "The Only Good One's a Dead One" (na żywo) – 5:35
6. "Everything" (na żywo) – 3:54